# Jan Kästner
Jan Kästner (* 20. Juni 1986) ist ein deutscher Handballspieler. Er ist 1,99 m groß und wog in seiner aktiven Zeit 100 kg.
Jan Kästner hat bis Saisonende 2011/12 beim HSC 2000 Coburg gespielt, für die er von 2008 bis 2010 in der 2. Handball-Bundesliga spielte. Ab der Saison 2012/2013 stand er beim TSV Rödelsee in der Handball-Bayernliga unter Vertrag. Dort spielte er in der 1. Mannschaft. Nachdem Kästner in der Saison 2013/14 insgesamt 193 Treffer erzielt hatte, kehrte er zum HSC 2000 Coburg zurück, wo er für die 2. Mannschaft auflief.